# Aeroportul Internațional Macapá
Aeroportul Internațional Macapá (IATA: MCP, ICAO: SBMQ) este un aeroport din Amapá, Brazilia ce deservește zona Macapá. Aeroportul a fost tranzitat în 2022 de 573.115 pasageri. A fost deschis în 1974 și numit după zona deservită.
Situat la o altitudine de 17 m, aeroportul dispune de 1 pistă. Este operat de Infraero⁠(d).

## Infrastructură

### Piste
Aeroportul dispune de o singură pistă. Pista 8/26 are suprafața de asfalt și dimensiunile 1.800 m × 45 m. 